# Алькала Самора-и-Торрес, Нисето
Нисе́то Алькала́ Само́ра-и-То́ррес (исп. Niceto Alcalá-Zamora y Torres; 6 июля 1877, Прьего-де-Кордоба, Испания — 18 февраля 1949, Буэнос-Айрес, Аргентина) — первый премьер-министр (1931) и первый президент (1931—1936) Второй Испанской республики.

## Юрист и министр
Родился в семье землевладельца. Получил юридическое образование в университетах Гранады и Мадрида. Преподавал процессуальное право, получил известность как адвокат, судебный и политический оратор. С юных лет был членом Либеральной партии. В 1905 и 1907 годах был заместителем секретаря правительства. В 1906—1923 годах избирался членом кортесов. В 1917 году — министр общественных работ, в 1922 — военный министр (первый гражданский политик в Испании на этом посту) в правительствах Мануэля Гарсия-Прието. Также являлся представителем Испании в Лиге Наций. Противник диктатуры генерала Примо де Риверы, в период правления которого он перестал быть сторонником монархии (король Альфонс XIII поддерживал диктатора) и стал умеренным республиканцем.

## Лидер умеренных республиканцев
Вскоре после падения диктатуры, 13 апреля 1930 года, произнёс яркую антимонархическую речь в театре «Аполо де Валенсия», в которой позиционировал себя как сторонник консервативной республики, основанной на поддержке среднего класса и интеллектуалов. 17 августа 1930 года, вместе с другим известным политиком Мигелем Маурой, представлял консервативных республиканцев во время подписания пакта Сан-Себастьяна, который символизировал объединение различных антимонархических сил. После подписания этого договора был создан исполнительный комитет, руководивший республиканской коалицией — его возглавил Алькала Самора. В декабре 1930, после неудачной попытки военного переворота, предпринятой офицерами-республиканцами, он, как и другие лидеры антимонархических сил, был арестован. В марте 1931 года был приговорён к шести месяцам и одному дню лишения свободы; этот приговор был заменён на условный.

## Премьер-министр
После муниципальных выборов 12 апреля 1931 года, на которых республиканцы победили в крупных городах, включая Мадрид, Алькала Самора возглавил Революционный комитет, потребовавшего от короля отречься от престола. После отречения Альфонса XIII он стал (14 апреля) премьер-министром Временного правительства, провозгласившего Испанию республикой. Фигура бывшего королевского министра Алькала Саморы, приемлемая для крупных собственников, должна была обеспечить новому кабинету лояльность с их стороны.
15 апреля правительство обнародовало программу своей деятельности, основанную на пакте Сан-Себастьяна и предусматривавшую проведение аграрной реформы, свободу культов и вероисповедания, уважение частной собственности, ответственность перед законом деятелей диктаторского режима, постепенное расширение индивидуальных и профсоюзных свобод и др. Однако большинство министров правительства придерживались ярко выраженных антиклерикальных взглядов, которые нашли своё отражение в Конституции 1931 года и были неприемлемы для католика Алькала Саморы, что привело к его отставке 14 октября 1931 года (вместе с ним правительство покинул и министр внутренних дел Мигель Маура).

## Президент
Опасаясь, что Алькала Самора привлечёт на свою сторону противников республики, социалисты и левые республиканцы предложили ему пост президента, на который он был избран 2 декабря 1931 года (его инаугурация состоялась 10 декабря того же года). С самого начала Алькала Самора вмешивался в политику правительства своего преемника Мануэля Асаньи, стараясь смягчить его антиклерикальную позицию. Отказ президента подписать законы о секуляризации образования и о создании Суда конституционных гарантий (Алькала Самора не ветировал его, но максимально затягивал их подписание) способствовал отставке правительства Асаньи, но Алькала Самора поручил ему сформировать следующий кабинет, разочаровав тем самым консерваторов.
Однако политический кризис продолжался, и осенью 1933 года Алькала Самора распустил парламент, назначив новые выборы, на которых 29 ноября 1933 года победили правые силы. Лавируя между различным политическими течениями, президент отказался поручить формирование нового кабинета лидеру Испанской конфедерации независимых правых (CEDA) Хосе Мария Хиль Роблесу, а стимулировал создание центристского правительства меньшинства, что способствовало обострению его отношений с CEDA. Позднее он согласился на включение в кабинет членов CEDA, но вновь без представления её руководителю премьерского поста. В ноябре 1935 после очередного правительственного кризиса он вторично распустил кортесы и инициировал создание центристского правительства (премьер-министром стал его друг Мануэль Портела Вальядарес), которое должно было заняться подготовкой новых выборов, состоявшихся в феврале 1936. Перед этими выборами Алькала Самора предпринимал усилия для создания сильного политического центра, который смог бы противостоять левым и правым силам, но в условиях партийной поляризации не добился успеха. На выборах победил левый Народный фронт, основной оппозиционной силой стали правые националисты, а центристы уступили и тем, и другим.
Победивший Народный фронт опасался, что Алькала Самора встанет на сторону правых сил, и 7 апреля 1936 года добился его отставки, используя конституционное положение о том, что парламент может отрешить от должности главу государства, дважды распустившего кортесы. Правые же не оказали президенту никакой поддержки, не рассматривая его в качестве своего союзника.

## Эмигрант
После отставки Алькала Самора уехал в поездку по Скандинавии, где его застало начало Гражданской войны. Он отказался возвращаться в Испанию, так как сторонники республики разграбили его дом и вскрыли сейф в мадридском отделении банка «Креди лионэ», в котором находилась рукопись его мемуаров. В свою очередь, франкисты заочно приговорили его к пяти годам ссылки и штрафу в 50 млн песет. Начало Второй мировой войны застало его во Франции, откуда он был вынужден бежать в Латинскую Америку после прихода к власти коллаборационистского правительства Виши, преследовавшего испанских республиканцев. В январе 1942 года он добрался до Аргентины, где работал над книгами и статьями. Из трудов эмигрантского периода его жизни выделяются политические исследования «Дефекты конституции 1931» (Los defectos de la Constitución de 1931, 1936) и «Глобальный мир и международная организация» (Paz mundial y organización internacional, 1946).
Скончался в Буэнос-Айресе. В 1979 году его тело было перезахоронено в Мадриде.